# Anadenobolus plesius
Anadenobolus plesius är en mångfotingart som först beskrevs av Chamberlin 1914.  Anadenobolus plesius ingår i släktet Anadenobolus och familjen Rhinocricidae. Inga underarter finns listade i Catalogue of Life.